# Fabriciola spongicola
Fabriciola spongicola är en ringmaskart som först beskrevs av Rowland Southern 1921.  Fabriciola spongicola ingår i släktet Fabriciola och familjen Sabellidae. Inga underarter finns listade i Catalogue of Life.